# Pile de Saint-Lary
La pile de Saint-Lary est une tour en pierre gallo-romaine (aussi appelée pile), située à Saint-Lary (Gers).
La pile est classée comme monument historique en 1875.

## Situation

Piles d'Ordan-Larroque et de Saint-Lary.

La pile se trouve au sommet d'un coteau, dans un bois, à 700 m du village de Saint-Lary, dont elle est séparée par la D 930.

## Description
La pile de Saint-Lary est une des plus remarquables du Gers, en ce qu’elle a conservé une bonne partie de son parement extérieur, avec les décors qui s’y appliquent. C’est un édifice quadrangulaire de 10,25 m de hauteur, sur 3,90 m de côté. À la partie supérieure, la niche ouverte vers l’est a perdu sa voûte mais étant de plan semi-circulaire, elle était très certainement voûtée en cul-de-four. Elle est encadrée de deux pilastres sur une corniche saillante.
Au-dessous, le petit appareil soigné présente des décors de deux losanges verticaux, formés de petits losanges de pierre, surmontant une sorte de fronton triangulaire rempli de petits losanges horizontaux. Au-dessous, un rectangle de mosaïque formé de carreaux hexagonaux et carrés de teintes contrastées.
Les faces nord et sud-ouest sont en pierres sèches.
La pile de saint-Lary fait l’objet d’un classement au titre des monuments historiques par la liste des monuments historiques protégés en 1875.

## Galerie

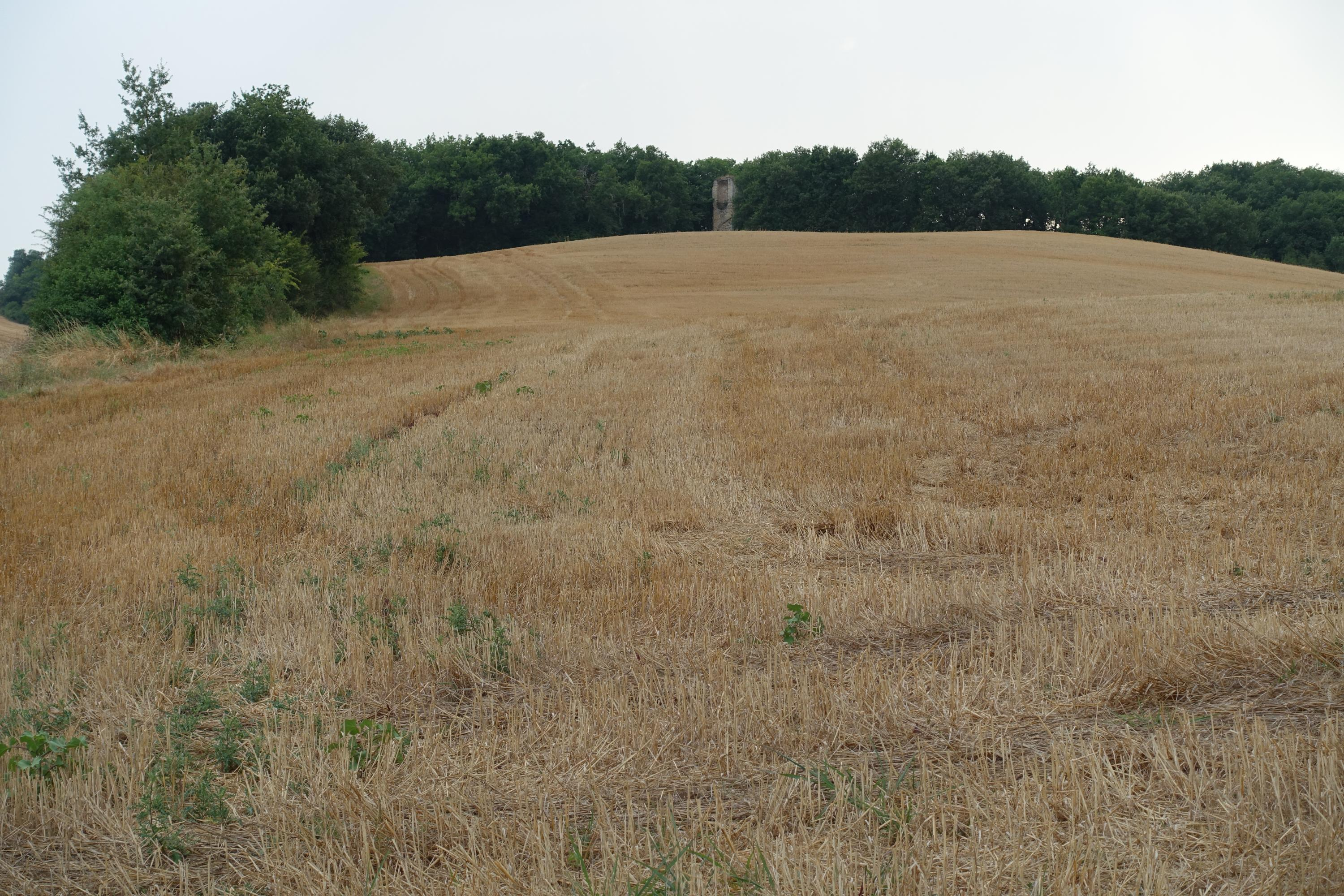
La pile dans son environnement, vue depuis l'est.
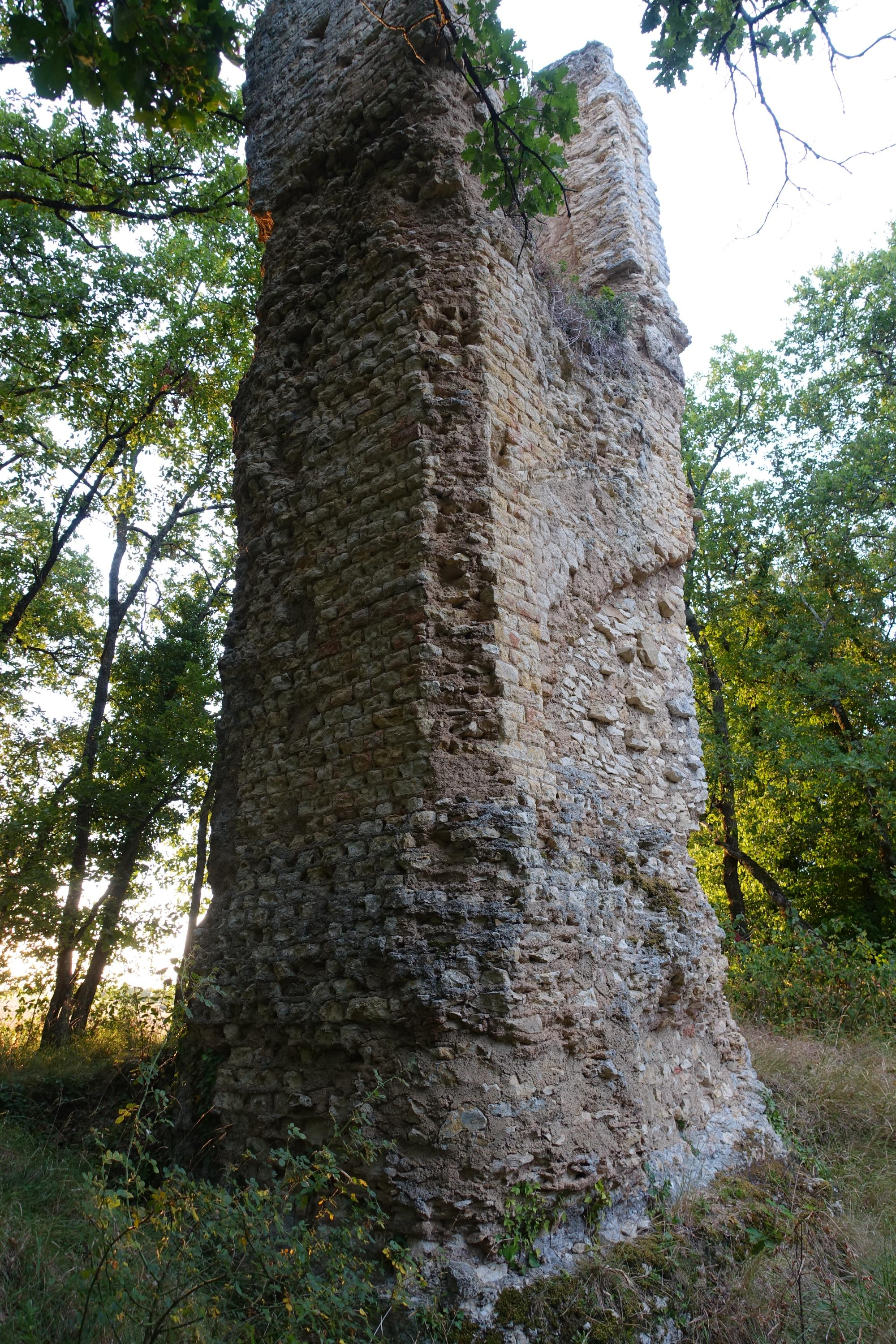
La pile vue du sud-est.
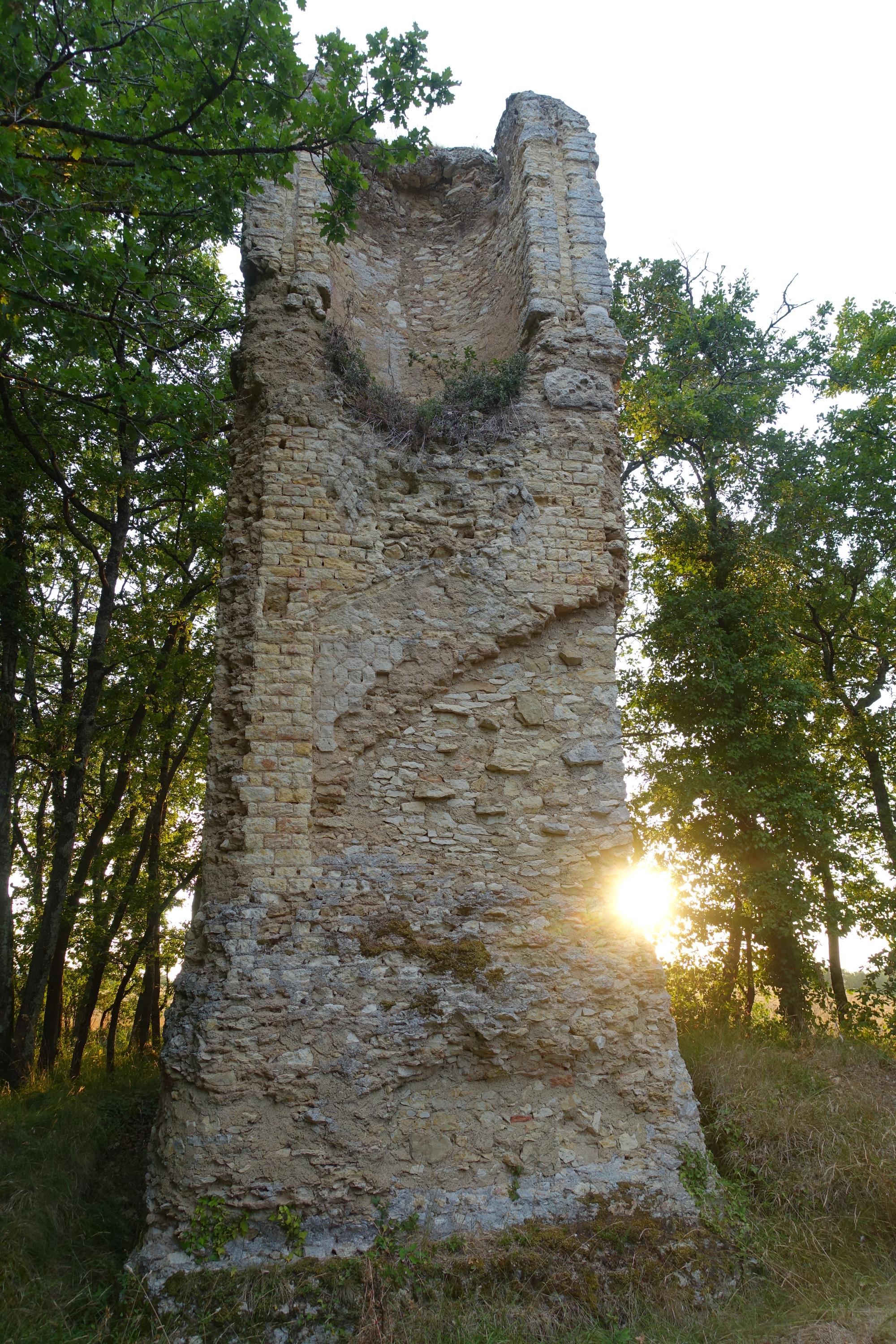
La face principale, côté est.
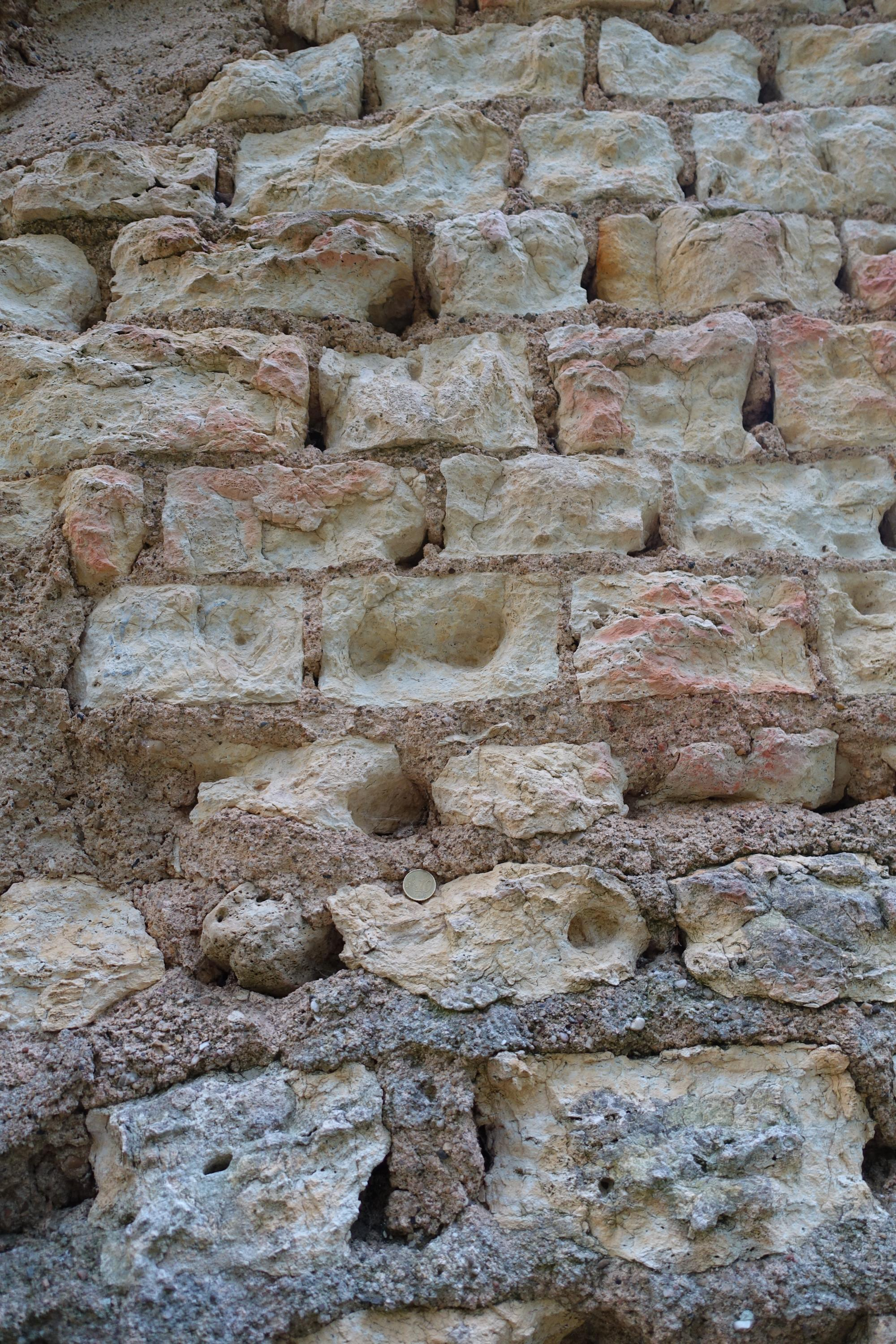
Détail sur le parement toujours existant. La pièce de 10 centimes donne l'échelle.
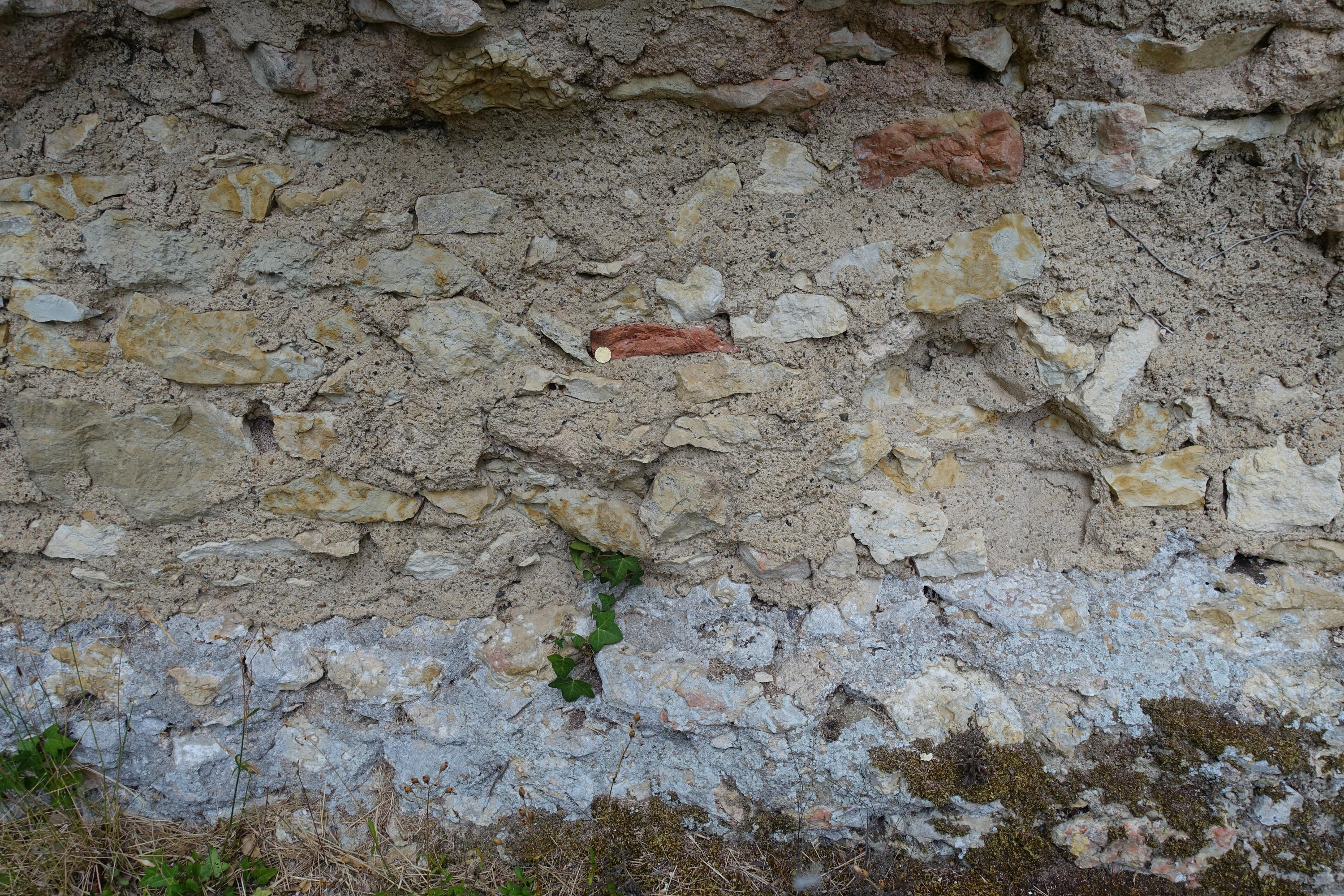
Détail de l'opus caementicium exposé à l'érosion dans la partie basse. La pièce de 10 centimes donne l'échelle.